# 同儕之首
同儕之首（Primus inter pares），又譯為同輩者之首，是一个拉丁語短语，意思是許多同輩中的第一，英譯為。它通常用作与团体中其他成员在形式上平等的人的荣誉称号，但传统上由于他们的任职资历而受到非正式的尊重。